# ميهالي فيكيت
ميهالي فيكيت (بالمجرية: Fekete Mihály)‏ هو منافس ألعاب قوى مجري، ولد في 1 نوفمبر 1894، وتوفي في 15 يوليو 1991.

## وصلات خارجية
- ميهالي فيكيت على موقع أوليمبيديا (الإنجليزية)
- ميهالي فيكيت على موقع اللجنة الأولمبية المجرية (الهنغارية)